# Giuseppe Agostino Orsi
Giuseppe Agostino Orsi (né le 9 mai 1692 à Florence, Italie, alors dans le grand-duché de Toscane et mort le 13 juin 1761 à Rome) est un cardinal et historien italien du XVIIIe siècle. Il est membre de l'ordre des dominicains.

## Biographie
Né à Florence le 9 mai 1692, il étudia sous les jésuites, et entra en 1708 dans l’Ordre des Prêcheurs, à Fiesole. Il enseigna la philosophie et la théologie au couvent San Marco, à Florence, et se fit de la réputation par ses leçons, ainsi que par quelques ouvrages de critique sur des matières de théologie. En 1732, le cardinal Neri Corsini, neveu de Clément XII, le fit venir à Rome comme son théologien. Orsi se montra zélé pour la défense des prérogatives du Saint-Siège ; il devint membre de plusieurs congrégations, théologien de Girolamo Casanate, secrétaire de l’Index et maître du sacré palais en 1749. Il fut compris dans la nombreuse promotion de cardinaux faite par Clément XIII le 24 septembre 1759. Cette dignité ne changea rien à ses habitudes ; il continua de vivre dans la retraite et de se livrer à son goût pour le travail. Il mourut à Rome le 13 juin 1761, assisté de son ami Giovanni Gaetano Bottari, qu’il chargea mettre au jour le tome 21 de son Histoire ecclésiastique, et Bottari le publia en effet en 1762 avec l’éloge de l’auteur. Le Ier volume de ce grand ouvrage avait paru en 1746. Orsi avait entrepris ce travail, comme il le dit lui-même, pour l’opposer à celui de Claude Fleury et pour répondre aux reproches, aux insinuations et aux traits plus ou moins directs, et quelquefois un peu malins, de l’historien français contre les papes. Mais l’ouvrage italien est prolixe, et ne va, malgré le nombre des volumes, que jusqu’à l’année 600 ; il a été jugé diversement : les uns en ont loué le style, les principes et la critique ; les autres n’y ont vu qu’une compilation faite aux dépens des savants qui avaient précédé. Orsi passait pour être ennemi des jésuites, et ses liaisons confirmaient ce soupçon. C’est contre lui que le cardinal de la Luzerne avait dirigé sa Dissertation sur la déclaration du clergé de France en 1682, Paris, 1821, in-8°.

## Œuvres
On a de lui :
- une Dissertation publiée en 1727 contre le P. Cattaneo[1], jésuite sur l’usage matériel de la parole.
- une Dissertation latine sur Stes-Perpétue et Félicité, contre Basnage, 1728.
- une autre Dissertation théologique sur l’invocation du St-Esprit dans les liturgies des Grecs, 1731.
- une Dissertation sur le baptême au nom de Jésus-Christ, 1733.
- l’Apologie de Soto et de Ravestein, contre l’Histoire du baïanisme du jésuite Jean Baptiste Duchesne, 1734, 400 pages in-4°.
- un Traité sur le jugement irréformable du pape, dans la décision des controverses de foi (en latin comme les précédents), 1739.
- De la puissance du pape sur les conciles généraux et sur leurs canons, 1710, 3 vol. in-4°.
- De l’infaillibilité et de l’autorité du pontife romain au-dessus des conciles œcuméniques (en italien ; il paraît être une traduction ou un abrégé de l’ouvrage précédent, qui est en latin), 1741.
- De l’origine du domaine et de la souveraineté des pontifes romains sur les États, etc. (aussi en italien), 1742. Angelo Fabroni publia en 1767 une Vie du cardinal Orsi, avec lequel il avait été fort lié. L’Histoire ecclésiastique d’Orsi a été continuée par Filippo Angelo Becchetti, aussi dominicain, né en 1743, évêque de Città della Pieve en 1800, et mort en 1814. Cet évêque fit paraître en 1778 le tome 17 de sa continuation de l’ouvrage d’Orsi[2].